# Pseudoeurycea amuzga
Pseudoeurycea amuzga es una especie de anfibio caudado (salamandras) de la familia Plethodontidae.
Es endémica de México.
Su hábitat natural son los montanos húmedos.
Está amenazada de extinción debido a la destrucción de su hábitat.